# كفلاوات
الكفلاوات (الاسم العلمي: Megalopyginae) هي أسرة من الحشرات تتبع فصيلة الكفلاوية من الرتبة حرشفيات الأجنحة.

## أجناس
- الكفلاء